# Angiopteris latipinna
Angiopteris latipinna är en kärlväxtart som först beskrevs av Ren Chang Ching, och fick sitt nu gällande namn av Z. R. He, W. M. Chu och Christenh. Angiopteris latipinna ingår i släktet Angiopteris och familjen Marattiaceae. Inga underarter finns listade i Catalogue of Life.